# 麦 (雑誌)
『麦』（むぎ）は、麦の会が発行する月刊俳句雑誌。1946年（昭和21年）9月に中島斌雄が創刊した。創刊の辞は「麦は大地であり季節であり又生活である」。主宰・中島斌雄の死後、1989年3月から田沼文雄が会長に就任し、2004年10月からは橋爪鶴麿、2013年8月から綾野南志、2017年7月から対馬康子が順に会長の任にあたった。

## 主な参加者
括弧内は各自の主宰誌。退会者なども含む。
- 河合凱夫（「軸」）
- 斉田仁（「塵風」）
- 綾野道江
- 滝浪武
- 望月哲士
- 中山宙虫
- 西原天気